# 英国学派
英国学派（英语：English School）是国际关系理论的一个流派，也被称为“自由现实主义”（liberal realism）、“国际社会学派”（International Society school）或者“英国制度主义者”（British institutionalists）。这一学派认为，尽管国际政治是无政府状态的，即在民族国家之上缺乏全球统治者或世界国家（world state）——就这一出发点而言，它与现实主义相似——但在国际层面存在者一个“国家组成的社会”(society of states)。该学派的代表人物有亚当·沃森、巴里·布赞。
英国学派认为，是观念而非简单的物质能力塑造了国际政治的行为，因此观念需要被分析和批判。就此意义而言，它与建构主义理论范式有类似之处。但是，英国学派更多植根于世界历史、国际法和政治理论，并且比建构主义对规范性方法(normative approaches)更加开放。
英国学派的研究重点是“国际社会”，坚持历史研究法。